# Michael Joyce
Michael Joyce (* 1. února 1973 Santa Monica, Kalifornie) je bývalý americký tenista, který se na profesionálních okruzích pohyboval v letech 1991–2003. Ve své kariéře nevyhrál na okruhu ATP Tour žádný turnaj. Na challengerech ATP získal tři singlové a dva deblové tituly ve čtyřhře.
Po skončení aktivní dráhy se stal trenérem. Mezi roky 2004–2011 vedl Rusku Marii Šarapovovou.
Na žebříčku ATP byl ve dvouhře nejvýše klasifikován v dubnu 1996 na 64. místě a ve čtyřhře pak v červnu 2003 na 181. místě. Trénoval ho Tony Graham.
V juniorském tenisu se probojoval do finále dvouhry Wimbledonu 1991, kde jej zdolal druhý nasazený Švéd Thomas Enqvist.
Tenista se stal tématem eseje amerického spisovatele Davida Fostera Wallaceho, která vyšla v časopise Esquire a později byla zařazena do sbírek A Supposedly Fun Thing I'll Never Do Again a String Theory.

## Tenisová kariéra
V rámci okruhu ATP Tour debutoval na srpnovém Los Angeles Open 1992. Vypadl již v prvním kole s krajanem Jeffem Tarangem až po ztraceném tiebreaku rozhodující sady.
Do premiérového semifinále na túře ATP postoupil na lednovém Indonesia Open 1996 v Jakartě po výhře nad rakouskou turnajovou dvojkou Gilbertem Schallerem. Před branami finále jej však vyřadil pozdější nizozemský vítěz Sjeng Schalken. Ve třetím kole skončil o dva měsíce později na březnovém Indian Wells Masters 1996, když do dvouhry postoupil z kvalifikace. Ve druhém kole singlu přehrál Jonase Björkmana, ale následně nestačil na světovou jedničku Peta Samprase. První čtvrtfinále velkého turnaje si zahrál během navazujícího Miami Masters 1996. Ve čtvrtém kole zdolal Švýcara Marca Rosseta. Mezi poslední osmičkou hráčů mu stopku vystavil pozdější šampion Andre Agassi. Bodový zisk zejména z předchozí části roku mu po skončení turnaje v Key Biscayne zajistil posun na kariérní maximum, když 8. dubna 1996 figuroval na 64. místě žebříčku ATP.
Debut v hlavní soutěži nejvyšší grandslamové kategorie zaznamenal v mužském singlu US Open 1991, do něhož mu pořadatelé udělili divokou kartu. Na úvod vyřadil amerického kvalifikanta Pata Crowa a ve druhé fázi podlehl Australanu Wallymu Masurovi po čtyřsetovém průběhu. Grandslamovým maximem se stalo osmifinále ve Wimbledonu 1995, kde ve třech sadách nenašel recept na Japonce Šúzóa Macuoku.

## Trenér

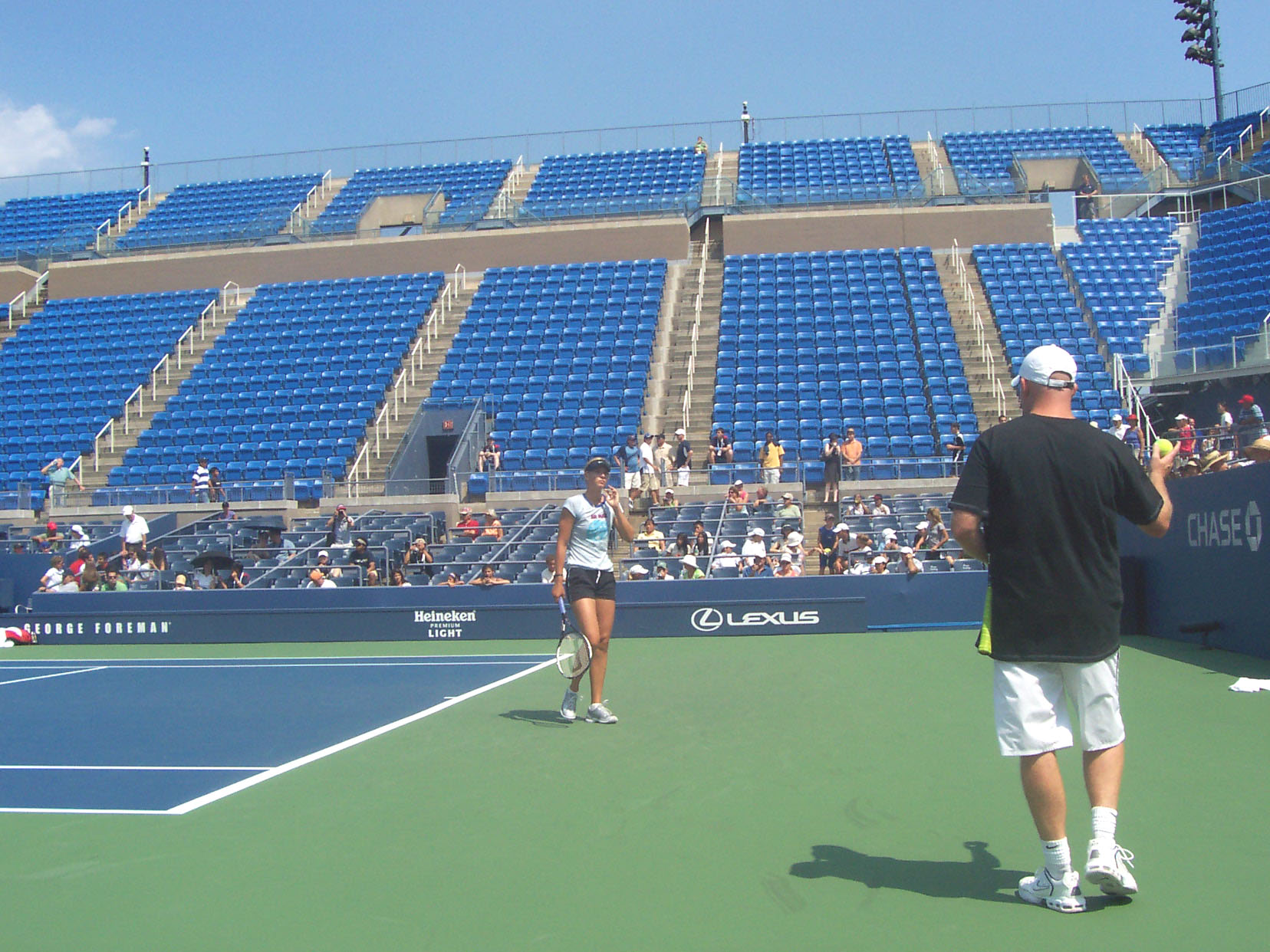
Joyce při vedení tréninku Marie Šarapovové na vítězném US Open 2006

Jako tenisový trenér v letech 2004–2011 spolupracoval s Ruskou Marií Šarapovovou a doplňoval otce Jurije Šarapova. Pod Joycovým vedením se hráčka stala světovou jedničkou a vyhrála dva grandslamy. Poprvé jej o trénink s nadějnou tenistkou požádal v Los Angeles její kouč Robert Lansdorp, v době kdy Joyce končil profesionální kariéru. Do týmu se pak vrátil nejdříve jako sparingpartner, Rusku začal doprovázet na okruhu a od léta 2004 převzal roli kouče. Spolupráce trvala do ledna 2011, kdy jej nahradil Švéd Thomas Högstedt.
V období 2012–2017 koučoval Američanku Jessicu Pegulaovou. Na osm měsíců v sezóně 2017 se jeho svěřenkyní stala bývalá světová jednička Viktoria Azarenková, v době návratu po mateřské dovolené. Desetiměsíční spolupráce s britskou jedničkou Johannou Kontaovou skončila v říjnu 2018. Okamžitě pak převzal vedení Kanaďanky Eugenie Bouchardové až do dubna 2019. V červnu téhož roku začal spolupracovat s Maďarkou Tímeou Babosovou.

## Finále na juniorském Grand Slamu

### Dvouhra juniorů: 1 (0–1)
| Stav      | rok  | turnaj    | povrch | soupeř ve finále | výsledek |
| --------- | ---- | --------- | ------ | ---------------- | -------- |
| Finalista | 1991 | Wimbledon | tráva  | Thomas Enqvist   | 4–6, 3–6 |